# Mostra de Venise 1963
La Mostra de Venise 1963 s'est déroulée du 24 août au 7 septembre 1963.

## Jury
- Arturo Lanocita (président, Italie), Sergueï Guerassimov (URSS), Lewis Jacobs (É.-U.), Hidemi Kon (Japon), Claude Mauriac (France), Guido Aristarco (Italie), Piero Gadda Conti (Italie).

## Palmarès
- Lion d'or pour le meilleur film : Main basse sur la ville (Le Mani sulla città) de Francesco Rosi
- Coupe Volpi pour la meilleure interprétation masculine : Albert Finney pour Tom Jones de Tony Richardson
- Coupe Volpi pour la meilleure interprétation féminine : Delphine Seyrig pour Muriel ou le Temps d'un retour d'Alain Resnais